# Hololepta baulnyi
Hololepta baulnyi är en skalbaggsart som beskrevs av Sylvain Auguste de Marseul 1857. Hololepta baulnyi ingår i släktet Hololepta och familjen stumpbaggar. Inga underarter finns listade i Catalogue of Life.